# Lee Pace

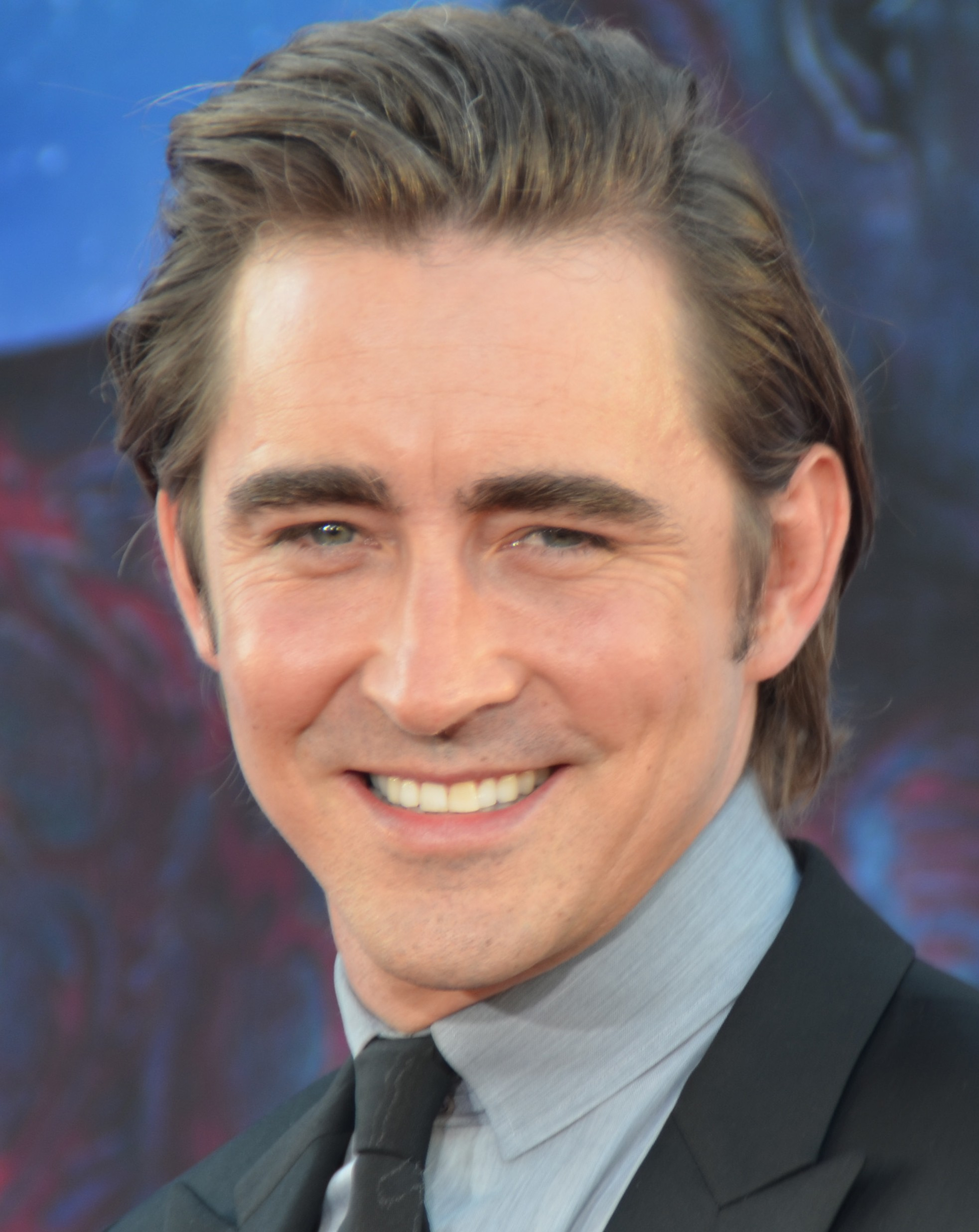
Lee Pace (2014)

Lee Grinner Pace (* 25. März 1979 in Chickasha, Oklahoma) ist ein US-amerikanischer Schauspieler, der durch seine Rolle des Aaron Tyler aus der Fernsehserie Wonderfalls bekannt wurde und von 2007 bis 2008 die Hauptrolle in der Serie Pushing Daisies spielte. Außerdem spielte er die Rolle des Elben-Königs Thranduil in Peter Jacksons Verfilmung des Tolkien-Romans Der Hobbit.

## Leben
Als Kind verbrachte Pace einige Jahre in Saudi-Arabien, da sein Vater dort in der Ölindustrie tätig war. Später zog die Familie nach Houston. Pace verließ vorübergehend die Highschool, um in Houstons Alley Theatre zu schauspielern. Später kehrte er zur High School zurück, um die Schule abzuschließen. Die Produktionen, in denen er im Alley Theater mitwirkte, waren The Spider’s Web und The Greeks. 1997 wurde Pace in der Drama-Abteilung der Juilliard School angenommen, wo er in einigen Theaterstücken mitwirkte. Dort schloss er seine Ausbildung mit einem Bachelor of Fine Arts ab.
Anschließend spielte Pace in einigen Off-Broadway-Stücken (u. a. The Credaux Canvas und The Fourth Sister) mit. 2006 spielte er in dem Stück Guardians von Peter Morris mit. Guardians brachte Pace seine zweite Nominierung für den Lucille Lortel Award als herausragenden Schauspieler ein, nachdem er schon für das Stück Small Tragedy von Craig Lucas nominiert worden war.
Erste Aufmerksamkeit erhielt Pace durch seine Rolle in dem Film Soldier’s Girl von 2003. In dem Film spielte er die Calpernia Addams/Scottie, eine Transgender-Frau, die sich mit einem Soldaten trifft. Für die Rolle gewann er einen Gotham Award und war für einige andere Awards nominiert, u. a. den Golden Globe Award. Seine nächste Hauptrolle hatte er in dem Film The Fall, einem Fantasy-Drama von Tarsem Singh aus dem Jahr 2006. Pace spielt den lebensmüden Stuntman Roy Walker.
Paces erste größere Fernsehrolle war die des Aaron Tyler in der von Kritikern anerkannten, aber kurzlebigen Fernsehserie Wonderfalls von 2004. Er hatte auch einen Gastauftritt in Law & Order: Special Victims Unit. Von 2007 bis 2009 war er in einer Hauptrolle in der Fernsehserie Pushing Daisies zu sehen. Für seine Darstellung wurde Pace für den Golden Globe Award und Emmy nominiert.
2008 spielt er in der Hauptrolle in dem Mysterythriller Possession – Die Angst stirbt nie an der Seite von Sarah Michelle Gellar und Michael Landes.
In Peter Jacksons Hobbit-Trilogie (2012–2014) übernahm er die Rolle des Elben-Königs Thranduil. In Guardians of the Galaxy, einem US-amerikanischen Science-Fiction-Actionfilm aus dem Jahr 2014, spielt er den Bösewicht Ronan. Diese Rolle übernahm er im Marvel-Film Captain Marvel (2019) erneut.
Von 2014 bis 2017 spielte Pace die Rolle des Joe MacMillan in der AMC-Serie Halt and Catch Fire.
Im Jahr 2018 bezeichnete sich Pace auf Twitter als „Mitglied der Queer Community“.

## Filmografie (Auswahl)

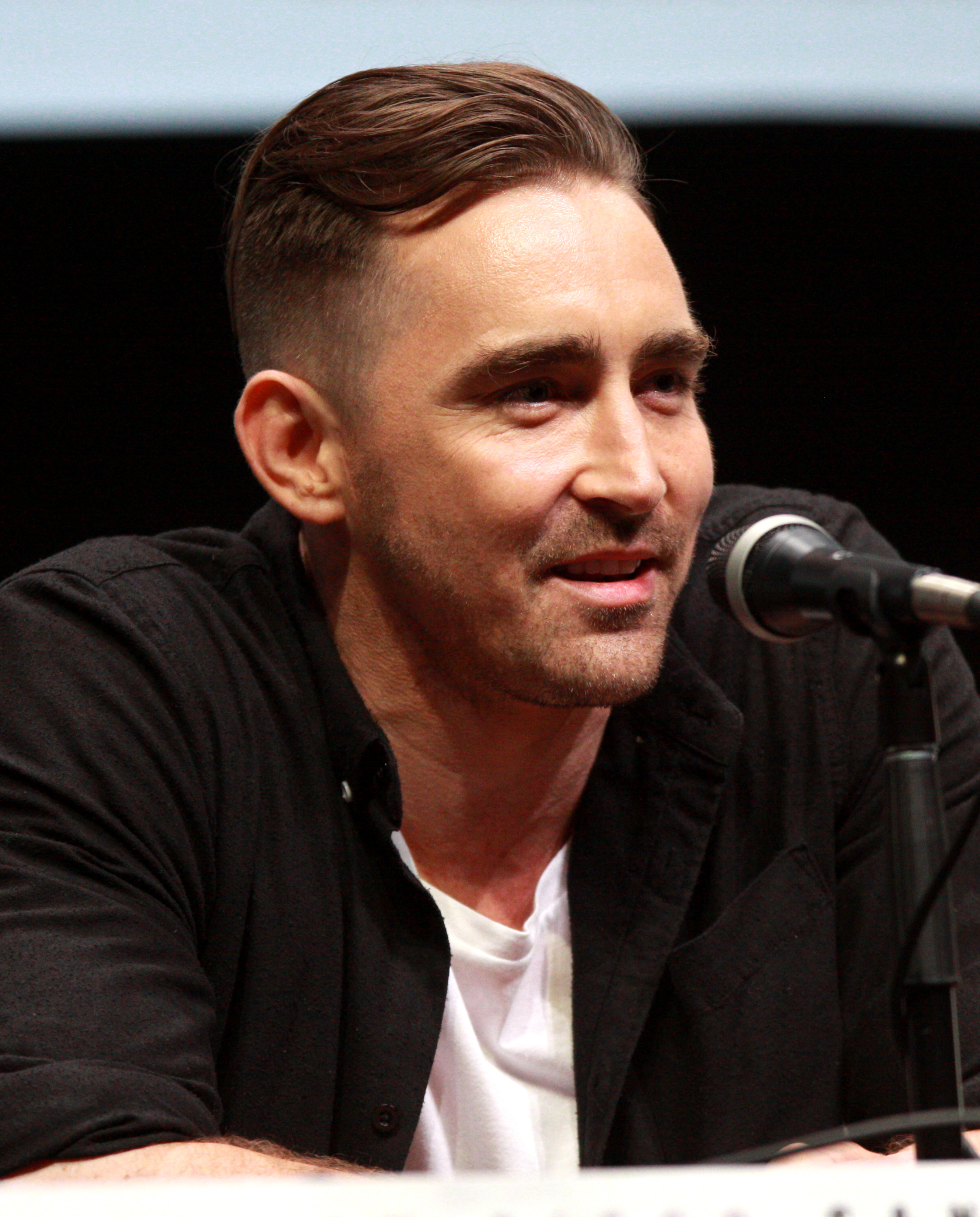
Lee Pace bei der Comic-Con 2013

- 2002: Law & Order: Special Victims Unit (Fernsehserie, Episode 3x18)
- 2003: Soldier’s Girl (Fernsehfilm)
- 2004: Wonderfalls (Fernsehserie, 13 Episoden)
- 2005: The White Countess
- 2006: Kaltes Blut – Auf den Spuren von Truman Capote (Infamous)
- 2006: Der gute Hirte (The Good Shepherd)
- 2006: The Fall
- 2007–2009: Pushing Daisies (Fernsehserie, 22 Episoden)
- 2008: Miss Pettigrews großer Tag (Miss Pettigrew Lives for a Day)
- 2009: Possession – Die Angst stirbt nie (Possession)
- 2009: A Single Man
- 2010: The Right Bride – Meerjungfrauen ticken anders (Ceremony)
- 2010: When in Rome – Fünf Männer sind vier zuviel (When in Rome)
- 2010: Marmaduke
- 2010: The Resident (Jack)
- 2012: Lincoln
- 2012: Breaking Dawn – Biss zum Ende der Nacht, Teil 2 (The Twilight Saga: Breaking Dawn – Part 2)
- 2012: Der Hobbit: Eine unerwartete Reise (The Hobbit: An Unexpected Journey)
- 2013: Der Hobbit: Smaugs Einöde (The Hobbit: The Desolation of Smaug)
- 2014: Guardians of the Galaxy
- 2014: Der Hobbit: Die Schlacht der Fünf Heere (The Hobbit: The Battle of the Five Armies)
- 2014–2017: Halt and Catch Fire (Fernsehserie)
- 2015: The Mindy Project (Fernsehserie, Episode 3x13)
- 2015: The Program – Um jeden Preis (The Program)
- 2015: Robot Chicken (Fernsehserie, Episode 8x6)
- 2017: The Book of Henry
- 2017: The Keeping Hours
- 2017: Maschinenland – Mankind Down (Revolt)
- 2018: Driven
- 2019: Captain Marvel
- seit 2021: Foundation (Fernsehserie)
- 2022: Bodies Bodies Bodies
- 2025: After This Death

## Auszeichnungen
Golden Globe
- 2004: Nominierung als Bester Nebendarsteller – Serie, Mini-Serie oder TV-Film für Soldier`s Girl
- 2008: Nominierung als Bester Serien-Hauptdarsteller – Komödie oder Musical für Pushing Daisies

Emmy
- 2008: Nominierung als Bester Hauptdarsteller in einer Comedyserie für Pushing Daisies

Satellite Award
- 2003: Nominierung als Bester Darsteller in einer Miniserie oder Fernsehfilm für Soldier`s Girl
- 2007: Nominierung als Bester Darsteller in einer Fernsehserie (Komödie) für Pushing Daisies
- 2008: Nominierung als Bester Darsteller in einer Fernsehserie (Komödie) für Pushing Daisies
- 2014: Nominierung als Bester Darsteller in einer Fernsehserie (Drama) für Halt and Catch Fire

Saturn Award
- 2008: Nominierung als Bester TV-Hauptdarsteller für Pushing Daisies

Independent Spirit Award
- 2004: Nominierung als Bester Hauptdarsteller für Soldier`s Girl

Gotham Award
- 2003: Bester Nachwuchsdarsteller für Soldier`s Girl

Critics’ Choice Super Award
- 2022: Nominierung als Bester Hauptdarsteller in einer Science Fiction/Fantasy Serie für Foundation